# Кіюв (Опольське воєводство)
Кіюв (пол. Kijów, нім. Kaindorf) — село в Польщі, у гміні Отмухув Ниського повіту Опольського воєводства.
Населення — 235 осіб (2011).

## Демографія
Демографічна структура станом на 31 березня 2011 року:
|          | Загалом | Допрацездатний вік | Працездатний вік | Постпрацездатний вік |
| -------- | ------- | ------------------ | ---------------- | -------------------- |
| Чоловіки | 115     | 9                  | 94               | 12                   |
| Жінки    | 120     | 22                 | 74               | 24                   |
| Разом    | 235     | 31                 | 168              | 36                   |